# بني عاصم (باب برد)
بني عاصم هي إحدى مشيخات المملكة المغربية، تتبع جغرافيا لإقليم شفشاون وإداريًا لباب برد. يقدر عدد سكانها بـ 15540 نسمة حسب الإحصاء الرسمي للسكان والسكنى لسنة 2004.